# حمدان ضد رامسفيلد
حمدان ضد رامسفيلد هي قضية أمام المحكمة العليا في الولايات المتحدة رأت فيها المحكمة أن اللجان العسكرية التي شكلتها إدارة بوش لمحاكمة المعتقلين في خليج غوانتانامو انتهكت القانون الموحد للقضاء العسكري واتفاقيات جنيف التي صدقت عليها الولايات المتحدة 
وأثارت القضية العديد من القضايا القانونية: ما إذا كان الكونجرس الأمريكي قد يصدر تشريعاً يمنع المحكمة العليا من النظر في قضية المقاتل المتهم قبل تشكيل لجنته العسكرية؛ ما إذا كانت اللجان العسكرية الخاصة التي أنشأتها السلطة التنفيذية قد انتهكت القانون الفيدرالي (بما في ذلك القانون الموحد للقضاء العسكري والتزامات المعاهدات)؛ وما إذا كانت المحاكم قادرة على إنفاذ مواد اتفاقيات جنيف.
وبعد الاستماع إلى المرافعات الشفهية في 28 مارس/آذار 2006، وفي 29 يونيو/حزيران 2006، أصدرت المحكمة قراراً بأغلبية 5 أصوات مقابل 3 يقضي باختصاصها القضائي؛ وأن الإدارة تفتقر إلى السلطة الدستورية أو تفويض الكونجرس لإنشاء هذه اللجان العسكرية المحددة؛ وأنه في غياب هذه السلطة، يتعين على اللجان العسكرية الالتزام بـ "القوانين العادية" للولايات المتحدة وقوانين الحرب، والتي تشمل القانون الموحد للقضاء العسكري واتفاقيات جنيف؛ وأن محاكمة حمدان، لأنها انتهكت الحقوق والإجراءات بموجب كلا القانونين، كانت غير قانونية.

## خلفية
اسم القضية الكامل هو سالم أحمد حمدان، مقدم الالتماس ضد دونالد رامسفيلد، وزير دفاع الولايات المتحدة؛ وجون د. ألتنبرغ الابن، سلطة تعيين اللجان العسكرية، وزارة الدفاع؛ والعميد توماس ل. همنغواي، المستشار القانوني لهيئة تعيين اللجان العسكرية؛ والعميد جاي هود، قائد قوة المهام المشتركة في غوانتانامو، معسكر إيكو، خليج غوانتانامو، كوبا؛ وجورج دبليو بوش، رئيس الولايات المتحدة.
وكان المدعي هو سالم أحمد حمدان، وهو مواطن يمني عمل حارسا شخصيا وسائقا لأسامة بن لادن. وكان حمدان قد عمل سابقاً في أفغانستان في مشروع زراعي كان بن لادن قد طوره. وكانت قوات الميليشيات قد ألقت القبض على حمدان خلال غزو أفغانستان في خريف عام 2001 وسُلم إلى الولايات المتحدة. وفي عام 2002، أرسلته الولايات المتحدة إلى معتقل غوانتانامو في قاعدتها البحرية في كوبا.
في يوليو/تموز 2004، اتُهم حمدان بالتآمر لارتكاب أعمال إرهابية،  واتخذت إدارة بوش الترتيبات اللازمة لمحاكمته أمام لجنة عسكرية أنشأتها وزارة الدفاع بموجب أمر اللجنة العسكرية رقم 1 بتاريخ 21 مارس/آذار 2002. تم تعيين محامي دفاع، تشارلز سويفت من هيئة المحامين العامين للبحرية الأمريكية، الذي قدم مع فريق قانوني التماسًا لصالح حمدان في محكمة مقاطعة للحصول على أمر إحضار، يطعن في دستورية اللجنة العسكرية، ويقول إنه افتقر إلى الحماية المطلوبة بموجب اتفاقيات جنيف وقانون الولايات المتحدة الموحد للقضاء العسكري.
في أعقاب حكم المحكمة العليا الأمريكية في قضية حمدي ضد رامسفيلد (2004)، الذي نص على أن للمحتجزين الحق في المثول أمام المحكمة للطعن في احتجازهم، مُنح حمدان إعادة النظر أمام محكمة مراجعة حالة المقاتلين. وقررت أنه مؤهل للاحتجاز من قبل الولايات المتحدة باعتباره مقاتلًا عدوًا أو شخصًا موضع اهتمام.
وكان من بين المتهمين في هذه القضية العديد من المسؤولين الحكوميين الأمريكيين الذين يُزعم أنهم مسؤولون عن اعتقال حمدان. الاسم المختصر للقضية يتضمن فقط المتهم الأول، وزير الدفاع آنذاك دونالد رامسفيلد.

## أحكام محكمة المقاطعة والاستئناف
وبعد مراجعة التماس حمدان للمثول أمام القضاء، حكم القاضي جيمس روبرتسون من المحكمة الجزئية الأمريكية لمقاطعة كولومبيا لصالح المعتقل. ووجد أن الولايات المتحدة لا تستطيع تشكيل لجنة عسكرية إلا إذا ثبت أولا أن المعتقل ليس أسير حرب.
في 15 يوليو 2005، قامت لجنة مكونة من ثلاثة قضاة في محكمة الاستئناف لدائرة مقاطعة كولومبيا وهم أ. ريموند راندولف وجون روبرتس وستيفن إف ويليامز، بإلغاء قرار المحكمة الجزئية بالإجماع. وأشار القاضي راندولف، الذي كتب القرار، إلى الأسباب التالية لشرعية اللجنة العسكرية:
1. اللجان العسكرية هي منتديات مشروعة لمحاكمة المقاتلين الأعداء لأنها تحظى بموافقة الكونجرس.
2. إن اتفاقية جنيف هي معاهدة بين الدول، وبالتالي فهي لا تمنح حقوقًا وسبل انتصاف فردية.
3. وحتى لو كان من الممكن إنفاذ اتفاقية جنيف في المحاكم الأمريكية، فإنها لن تكون مفيدة لحمدان في ذلك الوقت لأن الحرب ضد القاعدة لم تكن بين بلدين، ولا تضمن الاتفاقية سوى معيار معين من الإجراءات القضائية - وهو "المحكمة المختصة" - دون التحدث إلى الولاية القضائية التي يجب أن يحاكم فيها السجين.
4. وبموجب شروط اتفاقية جنيف، فإن تنظيم القاعدة وأعضائه غير مشمولين.
5. وقد أجاز الكونجرس مثل هذا النشاط بموجب القانون.
6. ولا يستطيع الفرع القضائي لحكومة الولايات المتحدة فرض الاتفاقية، مما يبطل حجة حمدان بأنه لا يمكن محاكمته إلا بعد تحديد وضعه أسير حرب.[2]

## قرار المحكمة العليا
في 7 نوفمبر 2005، منحت المحكمة العليا تحويل الدعوى للنظر في القضية. تم تقديم الالتماس نيابة عن حمدان من قبل نيل كاتيال من مركز الحقوق في جامعة جورجتاون والضابط تشارلز سويفت من البحرية الأمريكية، وهو خريج كلية الحقوق بجامعة سياتل. قدمت شركة بيركنز كوي للمحاماة في سياتل المستشار القانوني الإضافي لحمدان.
وقد تمت مناقشة القضية أمام المحكمة في 28 مارس 2006. جادل كاتيال نيابة عن حمدان، وجادل بول كليمنت، النائب العام للولايات المتحدة، نيابة عن الحكومة. تنحى رئيس المحكمة العليا جون روبرتس عن منصبه لأنه سبق أن حكم في هذه القضية كجزء من لجنة من ثلاثة قضاة في محكمة الاستئناف لدائرة مقاطعة كولومبيا. دعا النقاد القاضي أنتونين سكاليا إلى التنحي، لأنه أدلى بتعليقات غير لائقة حول قرار القضية قبل سماع المرافعات الشفوية ("لست على وشك منح هذا الرجل الذي تم القبض عليه في الحرب محاكمة كاملة أمام هيئة محلفين. أعني أنه جنون")  لكنه اختار ألا يفعل ذلك.
أعلنت المحكمة العليا قرارها في 29 يونيو 2006. نقضت المحكمة حكم محكمة الاستئناف، حيث رأت أن الرئيس جورج دبليو بوش لم يكن لديه سلطة إنشاء محاكم جرائم الحرب، واعتبرت أن اللجان العسكرية الخاصة غير قانونية بموجب قانون القضاء العسكري واتفاقيات جنيف.

### رأي ستيفنز للمحكمة

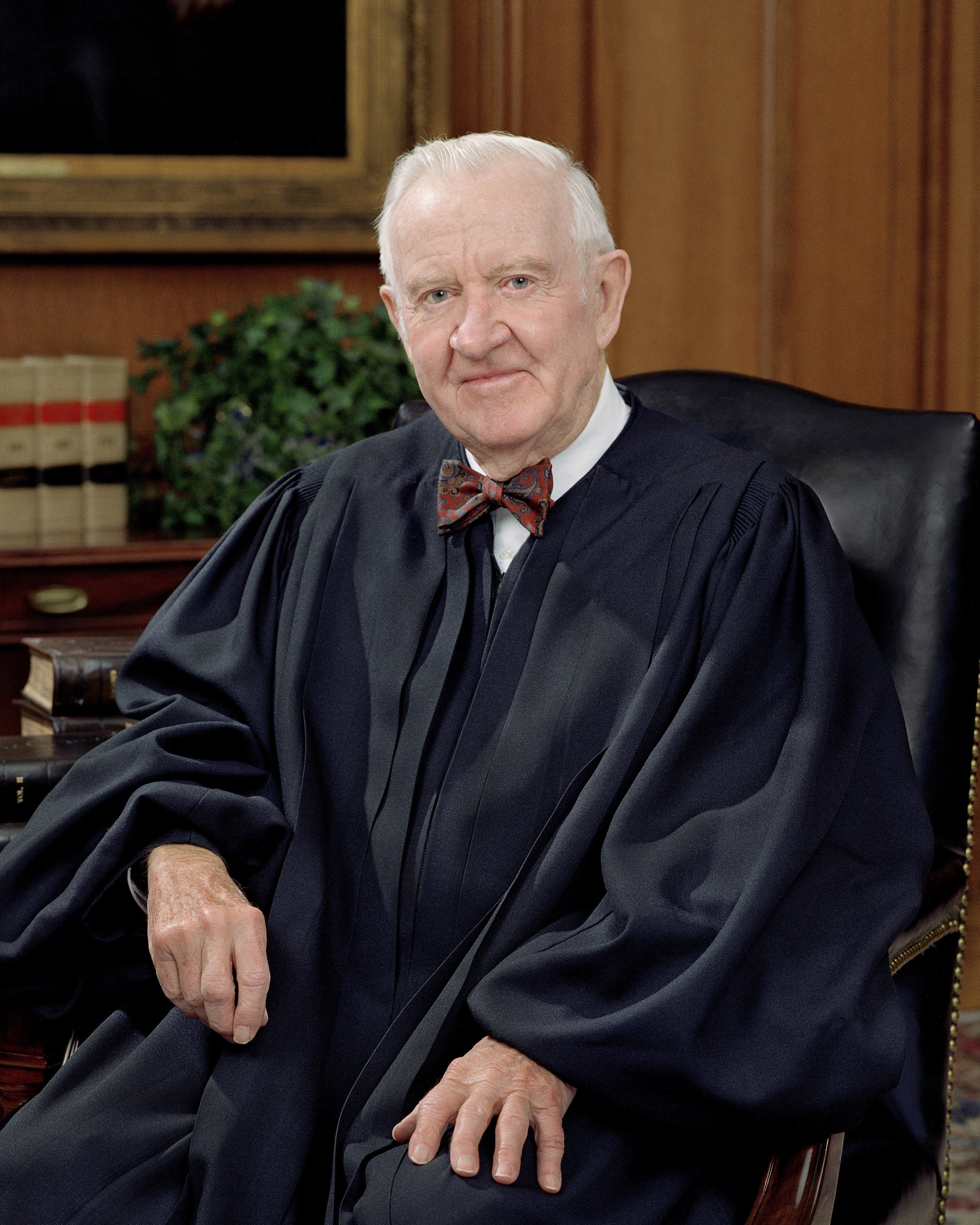
القاضي ستيفنز، صاحب رأي المحكمة.

كتب القاضي المساعد جون بول ستيفنز الرأي للمحكمة، التي حصلت على أغلبية جزئية فقط.
بدأ رأي ستيفنز بمسألة الاختصاص القضائي، حيث رفض طلب حكومة الولايات المتحدة بالرفض بموجب المادة 1005 من قانون معاملة المحتجزين لعام 2005، الذي أعطى محكمة الاستئناف في العاصمة اختصاصًا "حصريًا" لمراجعة قرارات القضايا التي تتم محاكمتها أمام اللجان العسكرية. ولم يدرج الكونجرس في قانون معاملة المحتجزينما يمنع اختصاص المحكمة العليا، مما يجعل حجة الحكومة أمام المحكمة غير مقنعة. وبالمثل، تم رفض حجة الحكومة بأن قضية شليزنجر ضد عضو المجلس تحول دون مراجعة المحكمة العليا. تقدم عضو المجلس بطلب إلى أحد أفراد الجيش الأمريكي الذي كان يحاكم أمام "محكمة عسكرية". وفي المقابل، فإن حمدان ليس عضواً في الجيش الأمريكي، وسيحاكم أمام "لجنة" عسكرية، وليس أمام محكمة عسكرية. بالنسبة للمحكمة، كانت السابقة الأكثر إقناعًا هي قضية "كويرين" من جانب واحد، حيث اعترفت المحكمة بواجبها في فرض الحماية الدستورية ذات الصلة من خلال عقد فترة خاصة والتعجيل بمراجعة المحاكمة من خلال الاتفاقية العسكرية. نص الرأي صراحة على أنه نظرًا لأن قانون معاملة المحتجزين لم يمنعها من النظر في الالتماس، فليس من الضروري اتخاذ قرار بشأن ما إذا كانت القوانين التي تمنع دون قيد أو شرط تقديم التماسات المثول أمام القضاء من شأنها أن تنتهك بشكل غير دستوري شرط التعليق.
ثم تناولت الفتوى المسائل الموضوعية للقضية. ولم تقرر صراحة ما إذا كان الرئيس يمتلك السلطة الدستورية لعقد لجان عسكرية مثل تلك التي تم إنشاؤها لمحاكمة حمدان. وحتى لو كان يمتلك مثل هذه السلطة، فإن تلك المحاكم إما أن تكون خاضعة لـ"قوانين الحرب"، كما نص عليها الكونجرس في المادة 21 من القانون الموحد للقضاء العسكري، أو أن يأذن بها القانون. فيما يتعلق بالتفويض القانوني، لا يوجد شيء في تفويض استخدام القوة العسكرية "حتى يلمح" إلى توسيع صلاحيات الرئيس الحربية بما يتجاوز تلك المذكورة في المادة. 21. وبدلاً من ذلك، فإن تفويض استخدام القوة والقانون الموحد للقضاء العسكري وقانون معاملة المحتجزين "يعترفون على الأكثر" بسلطة الرئيس في عقد اللجان العسكرية فقط عندما تكون ضرورات الحرب مبررة، ولكنها لا تزال تعمل ضمن قوانين الحرب.
أما بالنسبة لقوانين الحرب، فإن الأغلبية تتضمن بالضرورة القانون الموحد للقضاء العسكري واتفاقيات جنيف، والتي تتطلب كل منها حماية أكثر مما توفره اللجنة العسكرية. ويقضي القانون الموحد بأن تكون القواعد المطبقة في المحاكم العسكرية واللجان العسكرية "موحدة بقدر الإمكان". وجد ستيفنز عدة انحرافات جوهرية، بما في ذلك:
- قد يُمنع المدعى عليه ومحاميه من الاطلاع على بعض الأدلة المستخدمة ضد المدعى عليه؛ قد يُمنع محامي المدعى عليه من مناقشة بعض الأدلة مع المدعى عليه؛
- يجوز قبول الأدلة التي يحكم بأن لها أي قيمة ثبوتية، بما في ذلك الإشاعات والشهادة الحية غير المحلفة والأقوال المنتزعة تحت وطأة التعذيب؛
- لا يتم النظر في الاستئنافات من قبل المحاكم، ولكن فقط داخل السلطة التنفيذية (مع استثناء ليس هنا ذات الصلة).

هذه الانحرافات جعلت اللجان تنتهك القانون الموحد للقضاء العسكري.
كما وجدت الأغلبية أن الإجراءات المعنية تنتهك "على الأقل" المادة 3 المشتركة المعمول بها في اتفاقيات جنيف. ووجدت أن محكمة الاستئناف في العاصمة أخطأت في استنتاجها أن الاتفاقيات لا تنطبق:
1. واعتمدت بشكل خاطئ على قضية جونسون ضد آيزنتراجر، التي لا تحكم قانونياً في قضية حمدان لأنه لم يكن هناك انحراف بين الإجراءات المستخدمة في المحكمة وتلك المستخدمة في المحاكم العسكرية؛
2. لقد قضت خطأً بأن اتفاقيات جنيف لا تنطبق لأن المادة 3 توفر الحد الأدنى من الحماية للمقاتلين "الموجودين في أراضي" الدولة الموقعة؛
3. وتشمل هذه الحماية الدنيا المحاكمة أمام "محكمة مشكلة تشكيلاً قانونياً"، وهي ليست كذلك أمام اللجنة العسكرية.

ولأن اللجنة العسكرية لا تفي بمتطلبات القانون الموحد للقضاء العسكري أو اتفاقية جنيف، فإنها تنتهك قوانين الحرب، وبالتالي لا يمكن استخدامها لمحاكمة حمدان.
لم تستمع المحكمة إلى السؤال الذي حسم رأي محكمة المقاطعة، وهو تحديدًا أن حمدان يحق له الحصول على المادة 5 من اتفاقية جنيف الثالثة ـ جلسة استماع بدلاً من محكمة مراجعة وضع المقاتل.

#### أقسام التعدد
لأن القاضي أنطوني كينيدي لم ينضم إلى رأي ستيفنز فيما يتعلق بعدة أجزاء، إلى حد كبير على أساس التقتير القضائي (أي أنه بعد أن قرر أن اللجان العسكرية ليس لها أي أساس، فقد تم البت في السؤال الأساسي للقضية ولم تكن المحكمة بحاجة إلى للمضي قدمًا)، لم تكن تلك الأقسام تتمتع بأغلبية مؤيدة.
في أحد هذه الأقسام، تناول ستيفنز مسألة ما إذا كان بإمكان اللجان العسكرية محاكمة تهم التآمر. وقال إن اللجان العسكرية ليست محاكم ذات ولاية قضائية عامة، قادرة على محاكمة أي جريمة؛ أن المحكمة رأت تقليديًا أن الجرائم ضد قانون الحرب لا تخضع للمحاكمة أمام لجان عسكرية إلا عندما يتم تعريفها بوضوح على أنها جرائم حرب بموجب القانون أو سابقة قوية في القانون العام. أخيرًا، وجد أنه لا يوجد دعم في القانون أو السوابق القضائية للجان العسكرية المعنية بقانون الحرب التي تحاكم تهم "التآمر"، سواء في اتفاقيات جنيف، أو في اتفاقيات لاهاي السابقة أو في محاكمات نورمبرغ.

#### معالجة الخلافات
كما هو شائع في الآراء التي توجد معارضة لها، تناول رأي ستيفنز الحجج الرئيسية المعارضة. على سبيل المثال:
- يقول رأي الأغلبية أن حجة القاضي سكاليا بشأن قانون تجريد الولاية القضائية (القسم 1005 هـ (1)) تتجاهل نص تاريخ النفاذ لهذا القانون ذاته (القسم 1005 (ح)).
- ويقول رأي الأغلبية إن ادعاء الحكومة بأن الحرب بدأت في 11 سبتمبر 2001، يقوض حجة القاضي توماس بأنها بدأت في عام 1996.
- يشير رأي الأغلبية إلى أن اللغة الواردة في سجل الكونجرس والتي يستشهد بها معارضو سكاليا قد تم إدراجها في السجل بعد سن التشريع، من قبل أعضاء مجلس الشيوخ ليندسي غراهام (جمهوري عن ولاية ساوث كارولينا) وجون كيل (جمهوري من أريزونا)، ويتضمن اقتباسات مزورة منسوبة إلى أشخاص آخرين.[17]

### موافقة براير
كتب القاضي براير رأيًا متزامنًا من صفحة واحدة، وانضم إليه القضاة كينيدي وسوتر وجينسبيرغ. أكد براير أن اللجان ليست بالضرورة محظورة بشكل قاطع، طالما وافق عليها الكونجرس:

### موافقة كينيدي

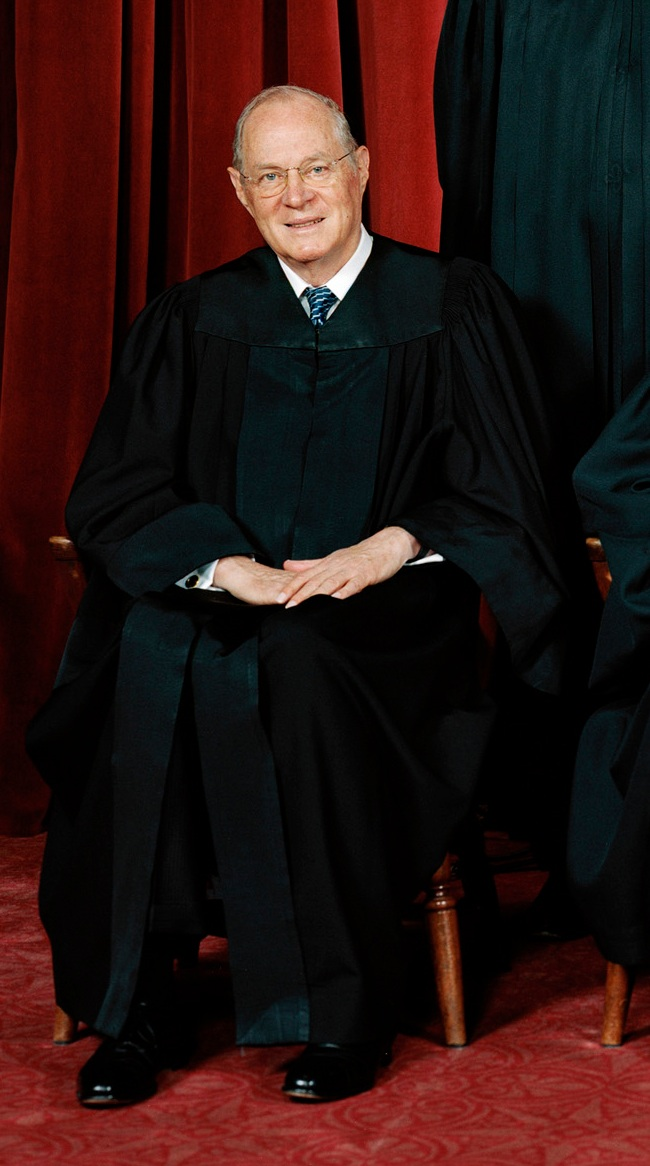
القاضي كينيدي

كتب القاضي كينيدي رأيًا متفقًا معه جزئيًا، وانضم إليه القضاة سوتر وجينسبيرغ وبراير في الجزأين الأول والثاني.
في الجزء الأول من موافقة كينيدي، يثير قلقه بشأن الفصل بين السلطات؛ وعلى وجه التحديد، كيف يمكن لفرع واحد أن يتحكم في جميع عناصر القضية، بما في ذلك سبل المراجعة والاستئناف.
يصف الجزء الثاني الاختلافات بين إجراءات اللجان العسكرية والإجراءات المنصوص عليها في القانون الموحد للقضاء العسكري (عدد أقل من أعضاء هيئة المحلفين، وقواعد مختلفة للأدلة، وما إلى ذلك). وتظهر هذه الاختلافات أن اللجان لا تعمل بموجب قواعد المحاكم العسكرية، وتثير قضايا الحياد فيما يتعلق بالقضاة العسكريين المعنيين. إن إنكار ضمانات الإنصاف يجعل اللجنة كيانًا قضائيًا ليس "محكمة مشكلة بشكل قانوني"، كما هو مطلوب في اتفاقية جنيف. باختصار، كتب كينيدي أن اللجنة تتجاوز حدود الكونجرس، على الرغم من أن الكونجرس حر في إعادة كتابة القانون على النحو الذي يراه مناسبًا.
يسرد الجزء الثالث والأخير بعض تحفظات كينيدي. ولم يقل أن المدعى عليه يجب أن يكون حاضرا في جميع مراحل المحاكمة. وينبغي أن يكون هناك ممانعة للنظر في إمكانية تطبيق المادة 75 من البروتوكول الأول، حيث أن الولايات المتحدة لم توقع عليه قط، وبالتالي فهو غير ملزم. كتب كينيدي أنه يشعر أنه لم يكن من الضروري الخوض في صحة تهمة التآمر، ولم يعبر عن أي رأي حول مزايا القيود الأخرى للجنة المذكورة في الجزء الخامس من القرار.

### معارضة سكاليا
كتب القاضي سكاليا رأيًا مخالفًا يركز في المقام الأول على قضايا الاختصاص القضائي، وانضم إليه القاضيان توماس وأليتو.
ويصف سكاليا استنتاج المحكمة لسماع القضية بأنه "خاطئ بشكل واضح". تعتمد حجته الأولى على جزء من قانون معاملة المحتجزين (الذي دخل حيز التنفيذ في 30 ديسمبر/كانون الأول 2005) والذي ينص على أنه "لا يجوز لأي محكمة أو عدالة أو قاض أن يكون له السلطة القضائية لسماع أو النظر في طلب للحصول على أمر المثول أمام القضاء مرفوعة من قبل أو بالنيابة عن أجنبي محتجز لدى وزارة الدفاع في خليج غوانتانامو بكوبا". رأي سكاليا هو أن هذا البند يكفي لحرمان المحكمة العليا من اختصاصها في هذه القضية، واصفًا قراءة الأغلبية لأحكام الفعالية الواردة في المادة 1005 (ح)، بأنها "فوضى". ويستشهد بقضية برونر ضد الولايات المتحدة وقضايا أخرى تمنح "أثرًا فوريًا في القضايا المعلقة، في غياب تحفظ قانوني صريح". وكتب أنه في تفسير اللغة في قانون معاملة المحتجزين، تجاهلت الأغلبية سوابق المحكمة العليا التي أقرت أن القانون الذي يستبعد الاختصاص القضائي ينطبق على القضايا المعلقة ما لم يكن لديه لغة واضحة تقول عكس ذلك. وزعم سكاليا أن الأغلبية قدمت هذا التفسير "لأضعف الأسباب". وكان يشير إلى استخدام الأغلبية لسجلات المناقشات في مجلس الشيوخ لتعزيز تفسيرهم، وكتب أنه "لا فرق" في إدراج اللغة الداعمة لموقفه في سجل الكونغرس بعد التصويت على القانون. كما يتهم الأغلبية بتجاهل بيان توقيع الرئيس.
علاوة على ذلك، فهو يتوقع أن يؤدي توسيع نطاق الولايات القضائية القادرة على الاستماع إلى أوامر المثول أمام المحكمة من خليج غوانتانامو إلى خلق عبء مفرط على نظام المحاكم.
بالإضافة إلى ذلك، يذكر سكاليا أن المحكمة العسكرية الأصلية لم تظهر أنها غير كافية. وفيما يتعلق بتطبيق بند تعليق الدستور، يشير سكاليا إلى قضية جونسون ضد أيزنتراجر.
في حجته الرئيسية الثانية، يرى رأي سكاليا أن مقدمي الالتماسات مثل حمدان المحتجزين خارج الولاية القضائية الإقليمية للولايات المتحدة يفتقرون إلى الحق في الحصول على أمر المثول أمام القضاء. ويشير في حاشية قضية حمدي ضد رامسفيلد، والتي يزعم بموجبها أن حمدان "يخضع بالفعل للاحتجاز لأجل غير مسمى" "بعد قرار سلبي من جانب محكمة مراجعة حالة المقاتل الخاصة به".\
أخيرًا، يوبخ القاضي سكاليا المحكمة لتوليها الاختصاص القضائي للقضية ويقارنها بقضية شليزنجر ضد كاونسلمان. وفي تلك القضية، رفضت المحكمة العليا إصدار حكم على قرار المحكمة العسكرية قبل أن تنتهي من عملها؛ ويقول سكاليا إن اللجان العسكرية في كوبا لم تنته بعد من عملها فيما يتعلق بحمدان، وبالتالي لا ينبغي أن تخضع للرقابة القضائية.

### معارضة توماس
قرأ القاضي كلارنس توماس اعتراضه من على مقاعد البدلاء عندما تم إعلان القرار، وهي المرة الأولى التي فعل فيها ذلك منذ معارضته في قضية ستينبيرج ضد كارهارت.
وأكد في معارضته أن المحاكم ليس لها اختصاص في هذه القضية للأسباب الموضحة في معارضة سكاليا أعلاه؛ وأن حمدان مقاتل غير شرعي وبالتالي فهو غير محمي بموجب اتفاقية جنيف؛ وأن اتفاقية جنيف لا تحظر إنشاء مجلس المحكمة الخاصة المقترح؛ وأن الرئيس لديه بالفعل سلطة إنشاء مجلس المحكمة الخاصة المقترح.
نقلاً عن معارضته في قضية حمدي ضد رامسفيلد، أعاد توماس لفترة وجيزة تمثيل الأدوار التي يمنحها الدستور للفروع الثلاثة المختلفة في زمن الحرب. وقال إنه بموجب الإطار الذي تم وضعه في قضية كويرين ويونجستاون شيت آند تيوب ضد سوير، فإن قرار الرئيس بوش بمحاكمة حمدان أمام لجنة عسكرية "يستحق قدرًا كبيرًا من الاحترام"، بقدر ما أذن الكونجرس للرئيس باستخدام كل القوة اللازمة والمناسبة لمنع وقوع أعمال إرهابية في المستقبل عندما أقر التفويض باستخدام القوة العسكرية.
اختلف توماس بشدة مع قرار الأغلبية بأن شرعية التهم الموجهة إلى حمدان مشكوك فيها لأنه اتهم "ليس بفعل علني تم القبض عليه متلبسا به... ولكن بـ"اتفاق" سبقت بدايته بزمن طويل ... [النزاع المسلح ذو الصلة]". وانتقد التعددية بسبب التشكيك في حكم السلطة التنفيذية، بحجة أن خلاف المحكمة كان مبنيًا على "ما يزيد قليلاً عن تأكيداتها غير المدعومة" ويشكل "خروجًا غير مسبوق عن الدور المحدود تقليديًا للمحاكم فيما يتعلق بالحرب والتدخل غير المبرر على السلطة التنفيذية". كما اختلف توماس أيضًا مع افتراض الأغلبية بأن تاريخ سن قانون التفويض باستخدام القوة العسكرية يمثل بداية الحرب، مما يشير إلى أن إعلان أسامة بن لادن الجهاد في أغسطس 1996 يمكن اعتباره إعلان حرب. بموجب هذا الرأي، فإن إصدار الكونجرس لقانون التفويض باستخدام القوة العسكرية لم يمثل بداية الصراع مع تنظيم القاعدة، بل سمح للسلطة التنفيذية باستخدام القوة لمكافحته. بالإضافة إلى ذلك، كتب توماس أنه بموجب القانون العام للحرب، وهو "مرن وتطوري بطبيعته"، يُسمح لمحاكم الحرب بدرجة من الحرية في ولايتها القضائية. وبإيجاد خلاف ذلك، فشلت الأغلبية في الإذعان بشكل صحيح لحكم القادة التنفيذيين والعسكريين.
بالإشارة إلى قرار المحكمة الأخير في قضية رابانوس ضد الولايات المتحدة، أشار توماس بشيء من الشك إلى أنه في حين أن القضاة في القرار الحالي "يتجاهلون قرارات القائد الأعلى في زمن الحرب"، إلا أنهم لم يواجهوا مشكلة في الإذعان لحكم سلاح المهندسين في دعم "الاستنتاج غير المعقول إلى حد كبير للوكالة بأن استنزاف العواصف هو أحد روافد مياه الولايات المتحدة". وأضاف أنه "من البديهي أن نقول إن ما هو على المحك هنا أكثر بكثير من مصارف العواصف".
وبالمثل، اختلف توماس مع رأي الأغلبية بأنه حتى لو اتهمت الحكومة حمدان بارتكاب جريمة يمكن التعرف عليها بوضوح من قبل اللجنة العسكرية، فإن اللجنة ستظل تفتقر إلى السلطة للمضي قدمًا لأنها لا تمتثل لشروط القانون الموحد للقضاء العسكري واتفاقيات جنيف الأربع الموقعة في عام 1949. وشدد مرة أخرى على أن اختصاص اللجان العسكرية لا ينص عليه القانون بل "يتم تكييفه في كل حالة حسب الحاجة التي دعت إليه". جادل توماس بأن استنتاج المحكمة بأن المادة 36 من القانون الموحد للقضاء العسكري ترقى إلى محاولة من قبل الكونجرس للحد من سلطة السلطة التنفيذية "يتعارض مع نص وهيكل القانون الموحد" ويتعارض أيضًا مع القرارات السابقة للمحكمة. في معرض تناوله لادعاءات حمدان بموجب اتفاقية جنيف، جادل توماس بأن هذه الأمور محظورة بموجب حكم المحكمة في قضية جونسون ضد آيزنتراغر، حيث أشارت الأغلبية إلى أن المدعى عليهم لا يمكنهم التأكيد على "أن أي شيء في اتفاقية جنيف يجعلهم محصنين من الملاحقة القضائية أو العقوبة بسبب جرائم الحرب". علاوة على ذلك، فحتى لو لم يقم أيزنتراجر بمنع ادعاء حمدان بموجب المادة الثالثة المشتركة، فإنه مع ذلك لا أساس له من الصحة بقدر ما قبل الرئيس قرار وزارة العدل بأن المادة الثالثة المشتركة في جنيف لا تمتد إلى معتقلي القاعدة. وأكد توماس أن واجب المحكمة في هذه الحالة المتمثل في "الإذعان لفهم الرئيس للحكم المعني" أصبح أكثر حدة بسبب حقيقة أنه يتصرف وفقًا لسلطته كقائد أعلى للقوات المسلحة.

### معارضة أليتو
في سبع صفحات معارضة، انحاز أليتو إلى شرح توماس وسكاليا لسبب اعتقادهما أن المحاكم ليس لها اختصاص في هذه القضية. وأوضح سبب اعتقاده أن اللجنة العسكرية في هذه القضية قانونية. لم يتفق أليتو مع قرار المحكمة الذي خلص إلى أن اللجان العسكرية لا تستوفي تعريف "المحكمة المشكلة نظاميًا" كما هو مطلوب في المادة 3 المشتركة في اتفاقيات جنيف. وقال أليتو إن المادة الثالثة المشتركة تم استيفاءها في قضية حمدان لأن اللجان العسكرية:
1. تؤهل كمحاكم،
2. تم تعيينها وتأسيسها وفقًا للقانون المحلي،
3. ويمكن مراجعة أي مخالفات إجرائية قد تحدث في حالات معينة في تلك الحالات.

لم يتفق أليتو على وجه التحديد مع الآراء الداعمة للحكم الذي رأى أن اللجنة العسكرية التي سيحاكم أمامها حمدان ليست "محكمة مشكلة تشكيلاً قانونياً"، وأن اللجنة العسكرية "غير قانونية"، لأن إجراءات اللجنة كما يُزعم لا تمتثل للقواعد. كتب أليتو أن اللجنة العسكرية تم تشكيلها "بشكل منتظم" أو "بشكل صحيح"، مستخدمًا مثال الأنواع المختلفة من المحاكم المحلية ومحاكم الولايات والمحاكم الفيدرالية والدولية وكيف أنه "على الرغم من أن هذه المحاكم "تشكلت بشكل مختلف" وتختلف كثيرًا في العديد من النواحي الأخرى، فهي جميعها "متشكلة بشكل منتظم".
وذكر أليتو أن المادة 3 المشتركة في اتفاقية جنيف لا تستبعد على وجه التحديد اللجان العسكرية، ويشير أيضًا إلى التعليق الوارد في المادة 66، وهي المادة التي استخدمتها المحكمة لدعم رأيها. وقال أليتو إنه حتى لو كانت المادة الثالثة المشتركة تعترف بحظر "المحاكم الخاصة"، وهو ما تحظره المادة 66، فإن مثل هذا الحظر لا ينطبق على محكمة حمدان لأن اللجان العسكرية كانت "عادية". علاوة على ذلك، وبما أن إدارة بوش قد تدير المئات من هذه المحاكم وفقاً لنفس الإجراءات، فقد خلص أليتو إلى أنه "يبدو أن محكمة مقدمي الالتماس، مثل المئات من المحاكم الأخرى التي يقترح المجيبون إجراؤها، هي محكمة عادية إلى حد كبير وليست خاصة على الإطلاق".
كتب أليتو أنه "تم تعيين اللجان وإنشاءها بموجب أمر من الرئيس، تمامًا مثل اللجنة في قضية كيرين، وتقر المحكمة بأن كيرين اعترف بأن السلف القانوني حافظ على سلطة الرئيس في "تشكيل اللجان العسكرية". ولم يتفق أليتو مع تأكيد كينيدي بأن "درجة مقبولة من الاستقلال عن السلطة التنفيذية ضرورية لجعل اللجنة "تتشكل بانتظام" وفقًا لمعايير نظام العدالة في أمتنا"، بحجة أن كينيدي "لا يقدم أي دعم لهذا الاقتراح (والذي يبدو على أي حال أنه يتعلق بالعدالة والنزاهة أكثر من الانتظام)"، ويجادل أيضًا بأن اللجنة في كيرين لم تكن مختلفة عن القضية الحالية.
أخيرًا، كتب أليتو أن إجراءات اللجنة في مجملها لا توفر أساسًا لاعتبار اللجان غير شرعية. ويشير إلى قاعدتين إجرائيتين وجدت المحكمة خطأً فيهما: أولاً، قاعدة "السماح لوزير الدفاع بتغيير القواعد الحاكمةمن وقت لآخر"؛ وثانيًا، القاعدة التي "تسمح بقبول أي دليل يكون له قيمة ثبوتية لشخص عاقل". يؤكد أليتو أن هذه القواعد لا يمكن أن تجعل اللجان غير شرعية.
فيما يتعلق بالقاعدة الأولى، قال أليتو إنه ليست كل التغييرات أثناء المحاكمة تضر بالمدعى عليه، بل إن بعضها قد يساعد المدعى عليه. بالإضافة إلى ذلك، "إذا تم إجراء تغيير وتطبيقه أثناء إجراء مستمر وإذا ثبت أن المتهم مذنب، فيمكن النظر في صحة هذا الإجراء في إجراءات المراجعة لتلك القضية".
وفيما يتعلق بالقاعدة الثانية، قال أليتو إن هذه القاعدة لا تنتهك المعيار الدولي المدرج في المادة 3 المشتركة، لأن "قواعد الإثبات تختلف من بلد إلى آخر" و"معظم دول العالم لا تتبع جوانب من قواعد الإثبات لدينا، مثل النهي العام عن قبول الإشاعات".

## ردود الفعل على القرار
وكان تأثير القرار على مقدم الالتماس حمدان هو أنه لا يزال من الممكن محاكمته؛ ومع ذلك، يجب أن تتم محاكمته في محكمة، مثل محكمة عسكرية، أو ربما لجنة تتمتع بحماية شبيهة بالمحكمة.
وبعد ذلك بوقت قصير، أثار قانون اللجان العسكرية لعام 2006 مرة أخرى مسألة المحكمة التي ستنظر في قضايا مثل قضية حمدان. وقد قدمت وزارة العدل الأمريكية إشعارًا إلى العديد من القضاة الفيدراليين، وأرسلت إشعارًا إلى مئات المحتجزين، مفاده أن التماسات المثول أمام المقاتلين الأجانب غير الشرعيين من الأعداء (أو أولئك الذين سيتم تحديد وضعهم) لا تدخل في نطاق اختصاص تلك المحاكم.
ويأتي إقرار القانون والتوقيع عليه في أعقاب نية الرئيس بوش المعلنة في الحصول على تفويض صريح من الكونجرس لاستخدام المحاكم العسكرية. وردد السكرتير الصحفي توني سنو الخطة لتقديم التماس إلى الكونجرس.
ومع ذلك، حتى بين الجمهوريين في مجلس الشيوخ، كانت هناك وجهات نظر متضاربة. وأشار عضوا مجلس الشيوخ أرلين سبيكتر وليندسي غراهام (الأخير مدعٍ عسكري سابق) إلى أن الكونجرس سيعمل بسرعة على تفويض المحاكم، بينما اقترح السيناتور ذو النفوذ جون وارنر ردًا حذرًا ومدروسًا.
وفي 7 يوليو/تموز 2006، أصدر وزير الدفاع مذكرة بعنوان "تطبيق المادة 3 المشتركة في اتفاقيات جنيف على معاملة المعتقلين في وزارة الدفاع". وقد يكون هذا هو الأساس لبيان إدارة بوش الصادر في 11 يوليو/تموز 2006 بأن جميع المعتقلين في خليج غوانتانامو والمحتجزين لدى الجيش الأمريكي في كل مكان يحق لهم الحصول على معاملة إنسانية بموجب اتفاقيات جنيف. ويبدو أن هذا الإعلان لا يشمل معتقلي وكالة المخابرات المركزية وهو غامض فيما يتعلق بتفسير المادة 3 المشتركة وتعريف "المعاملة الإنسانية".
وكانت هناك بعض المؤشرات على أن المعتقلين الآخرين المحتجزين في مرافق في مختلف أنحاء العالم (على سبيل المثال، قاعدة بغرام الجوية والمواقع السوداء)، قد يستخدمون حكم المحكمة العليا للطعن في معاملتهم. قد يكون منطقهم هو أنه بما أن اتفاقيات جنيف منحت الحماية لحمدان، فإن أشكال الحماية الأخرى التي توفرها قد تكون فعالة بالنسبة لهم أيضًا. أعرب المعلقون عن آراء متباينة حول قوة هذه الحجة.

### الآثار المترتبة على نظريات السلطة التنفيذية
وقد يكون للقرار آثار هامة على نزاعات أخرى تتعلق بمدى السلطة التنفيذية والنظرية التنفيذية الوحدوية. وعلى وجه الخصوص، فقد يؤدي هذا إلى تقويض الحجج القانونية التي تسوقها إدارة بوش فيما يتصل بالتنصت على المكالمات الهاتفية المحلية من جانب وكالة الأمن القومي دون الحصول على إذن قضائي، كما يقتضي قانون مراقبة الاستخبارات الأجنبية.

### التهم
في 5 يونيو 2007، تم إسقاط جميع التهم الموجهة ضد حمدان والشاب الكندي عمر خضر. وحكم القضاة الذين يرأسون لجانهم العسكرية بأن قانون اللجان العسكرية لا يمنحهم صلاحية محاكمة حمدان وخضر، لأنه يسمح فقط بمحاكمة "المقاتلين الأعداء غير الشرعيين". وقد أكدت محاكم مراجعة وضع المقاتلين التي أنشأها حمدان وخضر، مثل جميع الأسرى الآخرين في غوانتانامو، أنهم "مقاتلون أعداء".
وفي ديسمبر/كانون الأول 2007، قررت المحكمة أن حمدان كان "مقاتلاً عدواً غير شرعي". وفي أغسطس/آب 2008، أدانته اللجنة العسكرية بالتهمة الأقل خطورة وحكم عليه بالسجن لمدة 66 شهراً، تم تخفيضها بمقدار المدة التي قضاها إلى خمسة أشهر ونصف. وفي نوفمبر/تشرين الثاني 2008، نقلته الولايات المتحدة إلى اليمن، حيث قضى شهره الأخير. وبعد إطلاق سراحه، انضم إلى عائلته في صنعاء. وفي أكتوبر/تشرين الأول 2012، ألغت محكمة الاستئناف في مقاطعة كولومبيا إدانة حمدان، وبرأته من التهمة.

## روابط خارجية

### وثائق المحكمة
- Text of Hamdan v. Rumsfeld, 548 U.S. 557 (2006) is available from: Cornell  Justia  Supreme Court (slip opinion) (archived)
- "U.S. Supreme Court Official Reporter's Transcript of Oral Argument" (PDF). مؤرشف من الأصل (PDF) في 2017-02-16. اطلع عليه بتاريخ 2017-06-27. (301 KiB)
- "Full text transcript of the oral argument" (PDF). مؤرشف من الأصل (PDF) في 2017-02-16. اطلع عليه بتاريخ 2017-06-27. (301 KiB)
- Groups File Amicus Briefs in Case Involving Osama Bin Laden's Driver, Physicians for Human Rights
- Petition for a writ of certiorari: Brief for the respondents in opposition, US Department of Justice, December 2004.
- "Text of the July 15th ruling" (PDF). مؤرشف من الأصل (PDF) في 2023-07-12. (67.7 KiB), U.S. Court of Appeals for the District of Columbia Circuit, July 15, 2005.
- BRIEF OF LEGAL SCHOLARS AND HISTORIANS AS AMICI CURIAE IN SUPPORT OF PETITIONER, SALIM AHMED HAMDAN, v DONALD H. RUMSFELD, SECRETARY OF DEFENSE, et al., No. 05-184.

### وثائق البنتاغون
- أمر اللجنة العسكرية لوزارة الدفاع رقم 1، 21 مارس/آذار 2002

### تقارير إخبارية
- المحكمة العليا ترفض محاكم المعتقلين ، واشنطن بوست ، 29 يونيو 2006.
- حمدان ضد رامسفيلد : المحكمة العليا تؤكد القانون الدولي، الحقوقي ، 30 يونيو/حزيران 2006.
- حمدان، المادة الثالثة المشتركة والروح الحقيقية لقانون الحرب، الحقوقي ، 3 يوليو/تموز 2006.
- الولايات المتحدة تتهم يمنياً بأنه حارس شخصي لابن لادن ، واشنطن بوست ، 14 يوليو/تموز 2004.
- توجيه الاتهام للمعتقل الرابع في غوانتانامو ، واشنطن بوست ، 14 يوليو/تموز 2004.
- اتهام سائق بن لادن في جلسة الاستماع الأولى في غوانتانامو ، الولايات المتحدة الأمريكية اليوم ، 25 أغسطس 2004.
- المحكمة تسمح بمحاكمة الإرهابيين أمام لجان عسكرية، مؤسسة واشنطن القانونية ، 15 يوليو/تموز 2005.
- حماية حرية أمريكا: الأمن القومي والدفاع، مؤسسة واشنطن القانونية، 15 يوليو 2005.
- "ثاني أعلى محكمة في البلاد" تؤيد اللجان العسكرية ، FindLaw ، 20 يوليو/تموز 2005.
- فهم حمدان ضد رامسفيلد
- لماذا حمدان على حق فيما يتعلق بمسؤولية المؤامرة، فقيه
- لماذا قالت المحكمة لا، ديفيد د. كول ، نيويورك ريفيو أوف بوكس ، 10 أغسطس 2006.